# Maxime Rouquet

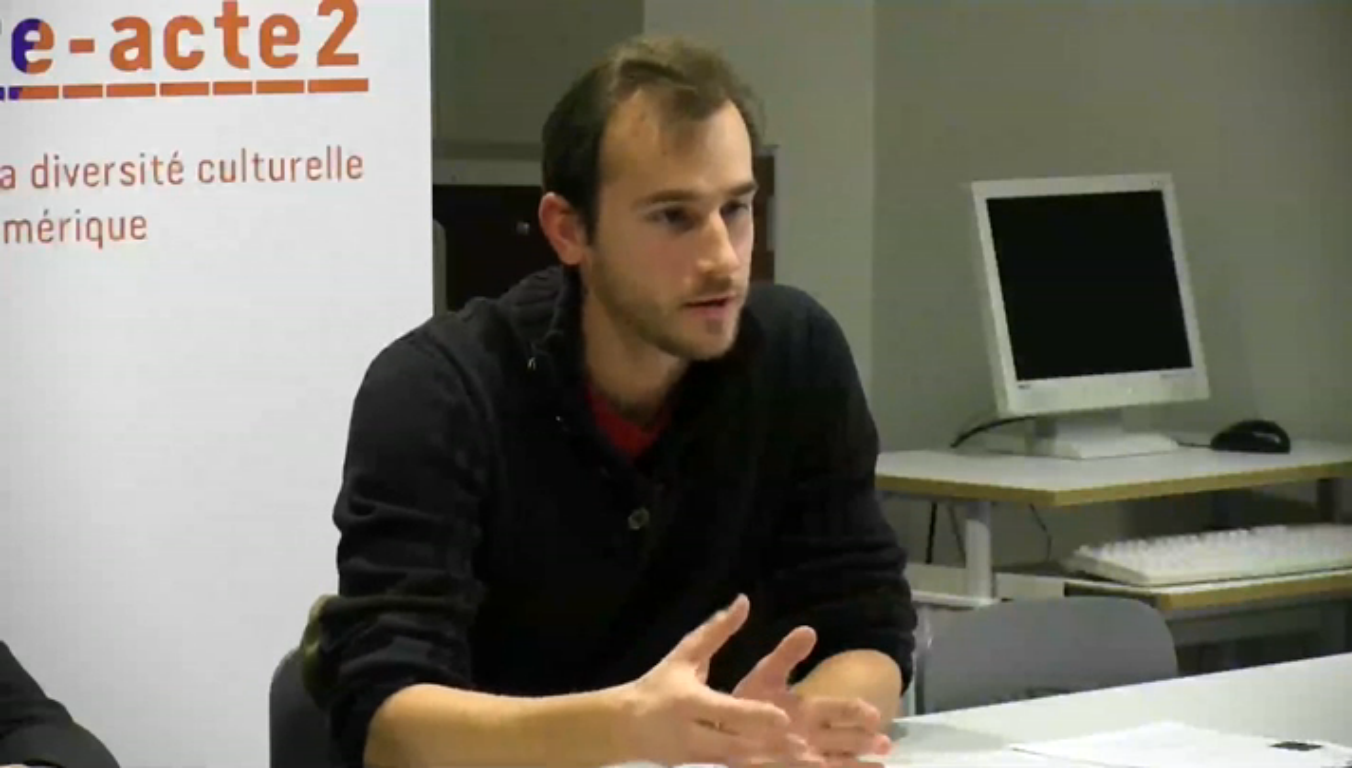
Maxime Rouquet, 2014

Maxime Rouquet (* 5. Oktober 1985 in Paris) ist ein französischer Politiker. Er war 2011 bis 2012 Vorsitzender des Parti Pirate (PP) und war von 2014 bis 2015 stellvertretender Vorsitzender der Europäischen Piratenpartei (PPEU).

## Leben
Rouquet wurde in Paris geboren und wuchs mehrere Jahre im Département Eure-et-Loir auf, bis seine Familie nach Rambouillet zog. Er studierte bis 2008 Informatik am Campus Orsay der Universität Paris-Süd. 2009 trat er der französischen Piratenpartei PP bei.

### Parteiämter
Nach dem Rücktritt Paul da Silvas als Vorsitzender der PP im Mai 2011 wurde Rouquet im Juli des gleichen Jahres Parteivorsitzender. Ab Anfang 2012 nahm er das Amt in der neuen Doppelspitze zusammen mit Guillaume Lecoquierre wahr. Bei der Gründungsversammlung der PPEU im September 2013 wurde er dort zum stellvertretenden Vorsitzenden gewählt.

### Wahlkandidaturen
Nach dem Rücktritt von Christine Boutin trat die PP bei den Nachwahlen am 20. September 2009 im Rahmen der Kommunalwahlen im Wahlkreis 10 des Départements Yvelines mit Maxime Rouquet und seinem Stellvertreter Laurent Le Besnerais erstmals zu Wahlen an und erzielte dabei 2,08 Prozent der Wählerstimmen. Nachdem der Verfassungsrat die Wahl am 20. Mai 2010 für ungültig erklärt hatte, erzielte Rouquet, dieses Mal mit Gaetan Crahay als Stellvertreter, bei den erneuten Nachwahlen am 4. Juli 2010 im selben Wahlkreis dann 0,66 Prozent. Bei der Parlamentswahl im Juni 2012 war er einer der 101 Kandidaten der Partei. Sein Stellvertreter war Emmanuel Zaza. Rouquet erhielt in seinem Stimmbezirk Yvelines 966 Wählerstimmen (1,82 Prozent). Er war damit einer der 25 Piraten, die die erforderliche Hürde für die Wahlkampfkostenerstattung überschreiten konnte.